# Мати (новела)
 «Мати» — новела українського письменника Миколи Хвильового, у якій зображено антигуманний характер революційних ідеологічних протистоянь крізь призму понять «родина» та «громадянський обов'язок».

## Історія створення
Микола Хвильовий написав новелу «Мати» 1927 року. За рік вона була надрукована в часописі «Службовець» (№ 37). Згодом новела з'являється в книжці «Два оповідання», яку 1929 року випускає «Український робітник». У багатотомному зібранні новела вперше друкується 1930 року (III том «Творів»). 1932 року «Мати» входить у І том «Вибраних творів». Ця новела ще неодноразово друкувалася й перевидавалася після смерті Миколи Хвильового, проте за життя вона виходила у світ лише 4 рази. Долю подальших видань можна простежити за бібліографічним покажчиком автора.

## Передмова
У коментарі до першодруку (1927 року) Микола Хвильовий стверджує, що між новелою «Мати» та «Я (Романтика)» немає нічого спільного:
|   | Це оповідання дехто плутає з новелою «Я». Між ними нічого спільного нема. Основна мисль оповідання «Мати» така: поділення людей капіталістичного суспільства на класові табори є така ж неминучість, як неминуча загибель світогляду «старосвітських» людей. |
| — | |

Наскільки серйозно варто сприймати настанову автора, залежить від читача. Та, зважаючи на традиційну для Миколи Хвильового гру з читачем, налаштовану на провокацію несподіваної думки, можна сприймати цю заява як своєрідну настанову на прочитання новел в єдиній емоційній площині.

## Герої
Батько — покійний чоловік, бідний кравець.
Мати — овдовіла кравчиня з двома синами.
Остап — старший син, білогвардієць.
Андрій — молодший син, більшовик.
Вершники — двоє молодих «дозорних», білогвардійці.

## Сюжет

### Експозиція
```
«…так давно, що й не скажеш»
[
4
]
```

Новела починається з розповіді про батька-кравця. Він любив гортати сторінки раннього Гоголя й роздумувати, чи вийшов би з нього кошовий отаман. Батько понад усе хотів, щоб його сини вступили до військової школи й причепили собі «блискучу шаблюку». Він привів старшого сина Остапа до місцевої гімназії й заповів йому згодом вступити до військової школи. Після смерті батька життя дружини та синів було настільки злиденним, що молодшого сина довелося віддати до ремісничої школи, оскільки коштів на гімназію родині не вистачало.

### Зав'язка
```
«Таким чином, сама судьба повела двох братів по різних дорогах…»
[
5
]
```

Життя малих Остапа й Андрія складалося по-різному. Старший брат, навчаючись у місцевій гімназії, мав певні привілеї: одягався в чистенький костюмчик, купував на сніданок пахучі сосиски, а відтак — на його обличчі завжди була усмішка й задоволення. Молодшому синові ж поталанило менше: він одягався в засмальцьовані сорочки, їв чорний хліб з олією й майже ніколи не усміхався. Мати любила синів однаково, проте через скупий заробіток не могла дати Андрієві те, що мав Остап. Хлопці по-різному ставилися до матері: Остап був більш ласкавий, а Андрій завжди засмучував матір своїм мовчанням. Вона й слова теплого слова він молодшого сина не чула тоді, як Остап обіцяв матері вирости й позбавити її життя теперішніх злиднів.

### Розвиток дії
```
«…прийшла якась нечувана тривога і прийшла якась нечувана суєта»
[
6
]
```

1914 року почалася війна. Остапові було вже 20 років, а Андрієві — 19. Мати боялася, що синів покличуть воювати. Першим пішов Остап. Хлопець вирішив піти на фронт добровольцем, вшановуючи своїм вчинком пам'ять батька. Згодом мати натрапила на його фото в ілюстрованому журналі, де серед великих герої був її син. Від цього матері було й сумно, й радісно водночас. Пізніше на військову службу було покликано й Андрія, проте він не пішов, і його визнали дезертиром. Андрій утік із містечка, і мати залишилась одна. Настав час революції — і мати зраділа. Це було для неї надією, що сини повернуться, і закінчаться всі нещастя. Як виявило, Остап й Андрій опинилися у ворожих таборах й переповнились ненавистю одне до одного.

### Кульмінація
```
«…на її земне місце прийшли нові люди, з новими думками й з новими, далекими їй бажаннями»
[
7
]
```

Одного вечора Андрій прийшов до матері. Він шукав Остапа. Коли Остап та його соратники оточила хату, мати сховала молодшого сина від вороже налаштованого старшого. Остап їй погрожував й обіцяв не щадити матір, якщо та не скаже, де його брат. Син-білогвардієць залишився на ніч у матері, очікуючи на Андрія, який згодом планує вбити п'яного брата, доки той спить. Здогадавшись про жорстокі наміри Андрія, мати вирішує пожертвувати своїм життям, щоб врятувати старшого сина. Вона говорить Андрієві, що Остап спить на її ліжку.

### Розв'язка
```
«Матері вже не було…»
[
8
]
```

У темряві Андрій не впізнає матір, яка спочиває на своєму ліжку, очікуючи невідворотної смерті. Вона лежала й мріяла, аж доки не трапилося те, що мало трапитись. Андрій убиває мати сокирою. Він виконав свій громадянський обов'язок, а матір так ніколи й не прокинулась. Андрій успішно тікає з дому, не здогадуючись, що на ліжку лишилась його мертва мати, а запеклий ворог досі спить на ґанку.

## Аналіз твору

### Епіграф
Епіграфом до новели «Мати» стали рядки з вірша Павла Тичини «Три сини», опублікованого у збірці «Вітер з України» 1924 року:
Приїхали до матері та три сини:
Три сини вояки, да не ’днакі,
Що ’дин за бідних,
Другий за багатих…

### Цитатна характеристика героїв
Батько
- «…з батька був звичайний собі кравець і — можна сказати — надзвичайна людина»
- «Хто б ризикнув з цього сморчка зробити хоч би поганенького вояку?»
- «…тільки й думок в нього було, що про ту неспокійну козацьку старовину»
- «…за всяку ціну хотів він побачити своїх синів на вороних кониках»
- «чудакуватий кравець»
- «…був типовий містечковий кравець, і не наважився він порушити вікову традицію: (…) він був страшенно бідний»

Мати
- «…вона однаково любить своїх дорогих синів, і вона зовсім не винна, що має мізерний заробіток і не здібна виховати обох їх так, як хотілось би»
- «Мати починала свій день на вранішньому базарі, де купувала вона найдешевші продукти, й кінчала його коло машинки»
- «…вночі вона підходила до якогось із них і ласкала його своїми тихими сірими очима»
- «Перший вибух 17-го року зазвучав матері божественним органом»
- «І здавалось їй життя тепер не домовиною, а безвихідним, страшним виттям смертельно пораненого пса»
- «І раптом прийшла матері думка, що ніякого кошмару нема і що все, що діється зараз, є звичайне і природне явище. (…) І тоді захотілось матері вмерти»
- «Недарма ж їй до болю хочеться вмерти, недарма»

Остап
- «Він обіймав свою матір і говорив їй, що (…) він скоро скінчить гімназію і тоді буде годувати її цукерками, що, нарешті (…) вона ніколи вже не буде поневірятись, як зараз поневіряється»
- «…раптом заявив за вечерею, що він вирішив іти добровольцем на фронт і що він хоче чим вирішенням, так би мовити, вшанувати пам'ять свого батька»
- «Остап стояв на своєму, і ніяка сила не могла його переконати»
- «зробився він там паном ротмістром, і дістав собі славу бойового вояки»
- «…з ілюстрованих журналів, де серед великих героїв вміщено було й його дороге обличчя»
- «Це було втілення незнаної їй хижої мудрості»
- (до матері) «Так знай же, відьмо: нема тобі пощади від мене!»
- «…я хочу жити і во ім'я якихось шляхетних поривів зовсім не думаю підставляти свою голову своєму братові Андрієві»

Андрій
- «…з таких мовчазних хлопців частіш за все виходять гарні люди, та не могла вона знести цього мовчання Андрієвого»
- «…хоч від старшого сина вона ще й не мала допомоги, але зате Андрій тепер кожного місяця приносив їй той чи інший заробіток»
- «…не пішов той на військову службу, і оголошено було його дезертиром»
- «…навіть не привітав її, навіть не дивився на неї і, як неприручений звір, увесь час ховав на підлобі свої колись добрі очі»
- «…побачила в Андрієвих очах підозрілий блиск. (…) Андрій задумав вбити свого п'яного брата Остапа»
- «Підійшов тихо, нечутно і зупинився, як примара»
- «гадаючи, що на ліжку лежить його брат Остап, поспішає виконати свій громадський обов'язок»

Вершники
- «…зупинився на порозі Остап з двома своїми молодими вершниками»
- «Вершники від задоволення крякнули. Мовляв: наш пан-отаман не знає рідні і для нього в боротьбі нема братів»
- «Остап хропів, хропіли й його п'яні вершники»

### Порівняльна характеристика братів
| Остап (старший син)                                                                     | Андрій (молодший син)                                                                                            |
| --------------------------------------------------------------------------------------- | --- |
| навчався в місцевій гімназії                                                            | навчався в простенькій ремісничій школі                                                                          |
| «носив чистенький костюмчик та вже з дитинства зростав на негативного типа»             | «не знімав засмальцьованої сорочки»                                                                              |
| харчувався «пахучими сосисками» («На дві копійки на сніданок, щоб не глузували паничі») | їв чорний хліб з олією                                                                                           |
| «завжди грала на обличчі весела усмішка»                                                | «завжди дивився на світ суворим поглядом незадоволеної людини»                                                   |
| «на ласку відповідав ще більшою ласкою», обіймав матір                                  | «не вмів ласкатись, і ніколи мати не чула від нього теплого слова»                                               |
| пішов добровольцем на фронт — став «паном ротмістром»                                   | викликали на військову службу — не пішов; оголосили дезертиром — утік з міста                                    |
| «георгіївський кавалер чотирьох хрестів»                                                | більшовик |
| «сувора й без кінця далека їй [матері] людина»                                          | став для матері «таким же далеким і чужим»                                                                       |
| погрожував матері клинком («Так знай же, відьмо: нема тобі пощади від мене!»)           | убив матір сокирою («гадаючи, що на ліжку лежить його брат Остап, поспішає виконати свій громадський обов'язок») |

### Мотив матеревбивства
Микола Хвильовий настійливо наголошує психопатологічний аспект у стосунках сина й матері. Кровні зв'язки вводяться в контекст ідеологічних протистоянь. Матеревбивство — той радикальний крок, який уможливлює для героїв Миколи Хвильового осягнення жаданої цілісності й мужності. Саме через акт насильства над матір'ю герой утверджує нові ідеали. Андрій вбиває матір, і це стає моментом зречення «старосвітської» минувшини. Герой виконує свій громадський обов'язок. Попри те, що Андрій намірювався знищити брата-ворога, вбивство матері в період громадянської війни ідеологічно виправдовується, оскільки ця жінка шукає спільної мови з «братом Остапом. З моїм [Андрієвим] найлютішим ворогом…». Водночас мотив матеревбивства розкривається не лише завдяки образу молодшого сина. Погрожуючи матері клинком, Остап доводить, що для нього також «...в боротьбі нема і матері». У цій новелі сюжет матеревбивства набуває ще й іншого сенсу. Смерть як свідомий вибір — це протест матері проти незрозумілої, жорстокої дійсності і водночас спроба реалізувати материнське призначення до кінця — врятувати життя синові
Образ стражденної матері Микола Хвильовий розробив іще раніше — у «Я (Романтиці)», де «абстрактному ідолу майбутнього було принесено найбільшу жертву й найбільший злочин — матеревбивство». Це добре розроблений образ матері-українки, якій судилося прощати своїх фанатичних синів, або ж закривати їх своїм тілом від братовбивчої руки. У новелі «Мати» автор розгортає сюжет в більш конкретизованих, історично й психологічно пізнаваних обставинах, ніж у новелі «Я (Романтика)». У певному сенсі «Мати» розгортає перспективу біографії героя після матеревбивства. Оскільки насильство над матір'ю — це лише початок.

### Мотив сновидінь
Микола Хвильовий у цій новелі неодноразово звертається до концепту сну, а відтак — і марення. Автор використовує сон як альтернативну реальність, напряму пов'язану із ритмом тексту, його композиційною будовою та психологічним станом героїв. Мати — це художньо втілений образ людини доби соціальних зламів та катастроф: «…мати ходила з кутка в куток похмурим автоматом і уявляла собі світ як велику й безвихідну домовину».Вона відчуває тривогу, страх, безвихідність — усе це зумовлює характер її снів. Автор вдається до психологічної характеристики героя за допомогою таких засобів, як сон чи сновидіння. В ірраціональній формі вони висвітлюють переживання й психологічний стан героїні. Зумовлені сюжетно, марення матері відображають її найбільші побоювання і водночас потенційну реальність («…десь вони вже в мертвій схватці і якийсь із них уже хрипить на гострому кинджалі свого рідного брата. (…) Цей сон був страшніший за всі кошмарні сни, і тільки тепер вона пізнала, що таке справжнє нещастя») Микола Хвильовий обігрує концепт сну так, що жахи героїні розкривають їй правдиву картину життєвих обставин, в яких вона опиняється:«І раптом прийшла матері думка, що ніякого кошмару нема і що все, що діється зараз, є звичайне і природне явище». Сон матері не лише вибудовує психологічний портрет людини у воєнний час, а й зумовлює специфіку композиційної будови твору, оскільки реальний хід часу переривається індивідуальним часосприйняттям героїні, а відтак — докорінно змінюється хронотоп новели.

### Мотив братовбивства
У цій новелі Микола Хвильовий використовує традиційний сюжетний прийом: вбивство через невпізнавання. Тому матеревбивство в новелі «Мати» насправді зумовлене мотивом братовбивства. Саме на основі взаємної ненависті братів вибудовується конфлікт новели: мати сприймає революцію як «божественний бальзам», оскільки сподівається на поверненням синів та мирне життя. Проте Остап та Андрій повернулися ожорсточені безжальним насильством, наповнені ненавистю один до одного і прагненням братерської крові заради торжества чужої ідейної правоти. Вбивство матері ілюструє незмінну перспективу синів на безкінечну ворожнечу. Братам-ворогам нізащо не вжитися разом на цій землі, а далі молох помсти вимагатиме нових і нових жертв… Микола Хвильовий вносить гоголівську проблему з повісті «Тарас Бульба» у реалії сьогодення своїх героїв, чим підсилює ефект наслідків кривавого розбрату українського народу, породженого вірою в досягнення свободи шляхом насильства.
Паралельним до колізії взаємин Остапа й Андрія є біблійний сюжет про Каїна та Авеля. Юрій Яновський своєю новелою «Подвійне коло» (з роману «Вершники») також сюжетно близький до новели «Мати»: брат убиває брата через відмінність політичних поглядів. Приклади братовбивства широко відомі в літературі й загалом історії (не лише в українській, а й у світовій): легендарні засновники Римської держави Рем і Ромул, міфологічний персонаж Актій і, зрештою, український селянин Сава Федорчук із повісті Ольги Кобилянської «Земля».